# Oldřich Daněk
Oldřich Daněk (* 16. Januar 1927 in Ostrava; † 3. September 2000 in Prag) war ein tschechischer Dramatiker, Schriftsteller, Regisseur und Drehbuchautor.

## Leben
Nach seinem Abitur auf dem Gymnasium in Ostrava, studierte er auf dem DAMU. Noch während seines Studiums, nach 1945, spielte er im Petr Bezruč-Theater (Divadlo Petra Bezruče) in Ostrava. Nach dem Studium wurde er Regisseur am Klicperovo divadlo in Hradec Králové. Seit 1954 war er künstlerischer Leiter des Theaters F. X. Šaldy in Liberec. 1957 begann die Zusammenarbeit mit den Filmstudios Barrandov, zuerst als Drehbuchautor, später als Regisseur. Seit 1973 begann er hauptberuflich zu schreiben.
Seine Dramen haben die Moral zum Hauptthema, der Autor befindet sich stets auf der Seite der klassischen moralischen Grundsätze. Neben abendfüllenden Spielfilmen drehte er auch Fernsehserien. Für den Rundfunk schrieb er einige Hörspiele.

## Werke
- —, Lucie Taubová (Übers.): Dialog am Vorabend einer Gerichtsverhandlung. Hörspiel. Bärenreiter-Verlag, Kassel 1967.[1][Anm. 1]
- —, Lucie Taubová (Übers.): Ich kehre nach Prag zurück. Eine der üblichen Begebenheiten in der Geschichte dieses Landes. Desch, München/Wien u. a. 1970.[2] (Deutsche Erstaufführung am 25. März 1971, Theater in der Josefstadt.)[3]
  - --,  Just Gustav (Übers.): König Ohnehelm. Historischer Roman (Král bez prilby). Verlag der Nation, Berlin 1977

## Filmografie
- 1959: Das häßliche Fräulein (Ošklivá slečna) – Regie und Drehbuch
- 1960: Recht auf Liebe (Tři tuny prachu) – Regie und Drehbuch
- 1962: Blick in die Augen (Pohled do očí) – Regie und Drehbuch
- 1963: Bitte nicht wecken! (Prosím, nebudit!) – Drehbuch
- 1963: Hussitenritt (Spanilá jízda) – Regie
- 1967: Das Ende des Geheimagenten W4C mit Hilfe des Hundes von Herrn Foutska (Konec agenta W4C prostrednictvím psa pana Foustky) – Drehbuch